# 伊予鉄道110系電車
伊予鉄道110系電車（いよてつどう110けいでんしゃ）は、かつて伊予鉄道に在籍していた通勤形電車の一系列である。

## 概要
1967年（昭和42年）の横河原線電化に際して、西武鉄道よりモハ151形・クハ1151形の譲渡を受け、導入した車両である。従来保有した鉄道車両は全車とも自社発注車両で占められていた伊予鉄道にとって、本系列は初の他社からの譲渡車両となった。制御電動車のモハ110形5両・制御車のクハ410形3両の計8両が、1965年（昭和40年）から1966年（昭和41年）にかけて西武所沢車両工場で車体更新を施工した上で順次譲渡されたものである。改造内容は次のとおりである。
- 外板の総張替え（リベットレス化）
- 窓枠のアルミサッシ化
- 電動発電機取付（芝浦製作所製CLG-1）

なお、本系列は書類上は新製扱いで伊予鉄道に車籍編入しており、全車とも「1965年 - 1966年西武所沢車両工場製」となっている。

## 運用
入線当初はモハ110形-クハ410形の2両編成を組み、横河原線で運用されていたが、1968年（昭和43年）西武所沢工場より120形入線に際し、余ったモハ123をモハ110形-クハ410形に増結し、3両編成化された。残りの編成もモハ110形-クハ410形-モハ110形の3両編成で運用された。その後、横河原線利用客の増加のより、朝ラッシュ時の一部は4両編成で運用されることとなり、それに伴って以下の改造が実施された。
- もと小田急1900形電車を改造した120形124・125と編成替え。
- 電空付きの密着自動連結器の設置（モハ111・113の片側、114の両側）。

これにより編成を解かれたモハ114は方向転換のうえ111-411-112または113-412-124の増結車に、モハ123は121-421-122または115-413-125の増結車として運用された。その後700系の入線に伴って1989年（平成元年）に113 - 115・412・413が廃車となり、残った111・112・411も1994年（平成6年）に廃車された。

## 番号対照表
モハ110形
- 111←西武所沢車両工場1966年更新←西武クモハ157 川崎造船所 1928年（1994年）
- 112←西武所沢車両工場1966年更新←西武クモハ153 川崎造船所 1928年（1994年）
- 113←西武所沢車両工場1965年更新←西武クモハ154 川崎造船所 1928年（1989年）
- 114←西武所沢車両工場1965年更新←西武クモハ158 川崎造船所 1928年（1989年）
- 115←西武所沢車両工場1966年更新←西武クモハ151 川崎造船所 1928年（1989年）

クハ410形
- 411←西武所沢車両工場1966年更新←西武クハ1153 川崎造船所 1928年（1994年）
- 412←西武所沢車両工場1965年更新←西武クハ1154 川崎造船所 1928年（1989年）
- 413←西武所沢車両工場1966年更新←西武クハ1152 川崎造船所 1928年（1989年）